# Salvador Trade Center
Salvador Trade Center é um condominio empresarial localizado da cidade de Salvador. Localizadas na Avenida Tancredo Neves, as torres gêmeas (como são popularmente conhecidas) são um símbolo a parte entre os arranha-céus da cidade. O Complexo Salvador Trade Center foi inaugurado em 19 de dezembro de 2001 pela baiana Construtora Norberto Odebrecht (atual OEC). Administrado pela ENASHOPP, tem 28.487,82 m² de área bruta locável e 53 lojas.
Projetado pelo arquiteto Otto Gomes (OtonGomes), também responsável pela Casa do Comércio, marca o início de uma modernização na área empresarial de Salvador.